# Сухозанет, Николай Онуфриевич
Никола́й Ону́фриевич Сухозане́т, Сухозанет 2-й (1794 — 1871) — русский военный и государственный деятель, генерал от артиллерии (26.11.1852), генерал-адъютант (26.08.1856), герой Отечественной войны и заграничных походов, участник Польской кампании 1831 года, Венгерского похода 1849 года и Крымской войны. Военный министр (17.04.1856-09.11.1861), член Государственного совета (1856-1871). Брат И. О. Сухозанета.

## Биография
Происходил из белорусского шляхтетского рода Сухозанетов, подававшего документы на утверждение в российском дворянстве по Минской губернии, но в оном достоинстве не утверждённом; де-факто получил признание в дворянстве по чинам и наградам.
По одним сведениям («Русский биографический словарь») после домашнего образования он «поступил в 1811 году юнкером в конно-артиллерийскую № 1 роту и в том же году произведён в офицеры». По другим сведениям он воспитывался в московском университетском благородном пансионе и в 1812 году поступил «корнетом Костромского ополчения в конный полк». В офицерском звании состоял с 26 декабря 1811 года. Участвовал в целом ряде сражений войн с Наполеоном: при Клястицах, на p. Сивошине, при мызе Соколищах, мызе Свольне, Полоцке, Чашниках, Витебске, Люцене, Бауцене, Дрездене, Кульме и наконец Париже. Был награждён орденами Святого Владимира 4-й степени с бантом (1813), Святой Анны 3-й степени (1813), Святой Анны 2-й степени (1814), а также иностранными: Pour le Mérite (1814) и Австрийский орден Леопольда (малый крест; 1814).
По окончании войн с Наполеоном Сухозанет был переведён в гвардейскую артиллерию с назначением адъютантом к начальнику артиллерии 1-й армии князю Яшвилю. В 1826 году получил орден Святого Владимира 3-й степени и был произведён в полковники, а в 1827 году получил назначение командиром гусарского принца Оранского полка. В генерал-майоры был произведён 29 сентября 1828 года.
С началом Польского восстания, Сухозанет занял пост начальника штаба артиллерии действующей армии и за отличие в сражении под Остроленкой награждён 22 августа 1831 года орденом Святого Георгия 3-й степени № 438
В воздаяние отличнаго мужества и храбрости, оказанных в сражении против польских мятежников 14 мая при Остроленке, где благоразумными распоряжениями и личным осмотром под огнём удобнейших мест для батарей весьма много способствовал к успешному действию артиллерии и к поражению неприятеля
В 1832 году награждён орденом Святого Станислава 1-й степени, в 1837 году — орденом Святой Анны 1-й степени. В 1838 году получил в Царстве Польском высокодоходное имение.
В 1836 году занял должность командира 4-й артиллерийской дивизии, с 6 декабря 1840 года — в чине генерал-лейтенанта. В этой должности получил императорскую корону к ордену Святой Анны 1-й степени (1843), а также ордена Святого Владимира 2-й степени (1846) и Белого орла (1847).
В 1849 году был назначен начальником артиллерии действующей армии и оставался в этом звании до сражения на Чёрной речке (4 августа 1855 г.) во время Крымской войны, после которого ему был вверен 3-й корпус, а в следующем году — Южная армия. Армией Сухозанет командовал с января до 17 апреля, когда, после отставки князя Долгорукова, император Александр II избрал его на пост военного министра. Произведённый 26 ноября 1852 года в генералы от артиллерии, очередное повышение — до генерал-адъютанта он получил 26 августа 1856 года. В тот период он получил свои очередные награды: российский орден Святого Александра Невского (1851), прусский орден Красного орла 1-й степени (1851) и Австрийский орден Леопольда 1-й степени (1853).
По вступлении в должность министра Сухозанет отдал следующий характерный приказ, который велено было прочесть во всех ротах, эскадронах и батареях, а также во всех управлениях и учреждениях военного министерства:
«По Высочайшему приказу… вступая в отправление обязанностей, Всемилостивейше на меня возложенных, призвав в помощь Бога, потщусь употребить все силы для исполнения долга службы по присяге; и надеюсь найти во всех и в каждом содействие и рвение к пользам Его Императорского Величества. Ура! Боже, Царя храни!»
16 мая 1861 года Сухозанет был назначен временно командующим первой армией с оставлением в звании военного министра и дважды (с 16 мая по 1 августа и с 11 по 27 октября) за болезнью и смертью князя Горчакова исполнял обязанности наместника Царства Польского, управление же министерством было возлагаемо на генерал-адъютанта Милютина; расстроенное здоровье Сухозанета было причиной, что 6 августа он был уволен от командования армией, а 9 ноября — от должности военного министра с оставлением членом Государственного совета, причём увольнение сопровождалось пожалованием портрета, алмазами украшенного, и милостивым рескриптом, в котором, между прочим, было сказано:
«В продолжение пятилетнего управления вашего военным министерством, достигнуты, по Моим указаниям, весьма важные результаты: с приведением войск в мирное положение, образован резерв отпускных нижних чинов, давший возможность отдалить на несколько лет рекрутские наборы; бывшие военные поселения и округа пахотных солдат получили гражданское устройство; стрелковому образованию и вооружению войск дано обширное развитие; увеличено содержание генералам, штаб и обер-офицерам, учреждена эмеритальная касса для назначения прибавочных пенсий им по выходе в отставку, а после смерти — их семействам; улучшено довольствие военнослужащих нижних чинов, дарованы им разные права и сокращены сроки службы; дети нижних чинов обращены в гражданское ведомство с упразднением вовсе военных кантонистов; пересмотрен и отпечатан вторым изданием свод военных постановлений»…
В следующем году Сухозанет был назначен председателем комитета по рассмотрению проекта сенатора А. Х. Капгера «Положения о взысканиях по правилам военной дисциплины». Эта работа послужила основанием для изданного впервые дисциплинарного устава.
После отставки жил в Калуге в доме, который сегодня носит название «Дом Сухозанет» и внесен в список памятников архитектуры. Скончался 22 июля 1871 года и был похоронен в имение жены Муромцево в Калужской губернии.
При назначении Сухозанета военным министром император Александр II поставил ему две задачи:
- 1) сокращение расходов на содержание армии и
- 2) преобразование военных сил на новых началах, согласно требованиям времени и опыта войны.

За пять лет управления военным министерством Сухозанет уделял много внимания первой из задач и почти не коснулся второй; все его преобразования затронули центральное, строевое и местные военные управления, выразившись в общем в следующем:
- 1) упразднение военных поселений, начатое С. по личной инициативе, доведено им до конца; вся разработка вопроса была произведена им самим, и в результате 21 сентября 1856 г. состоялся указ сенату о передаче округов пахотных солдат в Новгородской, Витебской и Могилёвской губерниях в ведение Министерства уделов; одновременно особым комитетом были выработаны основания для упразднения военных поселений кавалерии, положение о которых Высочайше утверждено 4 июня 1857 г.;
- 2) согласно записке графа Ридигера был рассмотрен вопрос об упразднении военных кантонистов, благодаря чему 378000 человек обращены в свободное податное сословие;
- 3) упразднён департамент военных поселений;
- 4) преобразован медицинский департамент с присоединением к нему департамента казённых врачебных заготовлений;
- 5) образована военно-кодификационная комиссия, на которую возложен пересмотр законоположений, а также поручено составление продолжений к своду военных постановлений;
- 6) упразднены звания главнокомандующих 2-й армией, а также гвардейским и гренадерскими корпусами;
- 7) Кавказский корпус преобразован в Кавказскую армию;
- 8) упразднены бригадные управления в пехоте и кавалерии;
- 9) сокращено число комиссариатских комиссий;
- 10) число артиллерийских округов уменьшено с 12 до 9;
- 11) преобразованы местные управления на Кавказе;
- 12) сокращён срок обязательной службы в войсках с 25 на 15 лет;
- 13) отменена отдача в солдаты в виде наказания за преступления;
- 14) увеличено содержание генералам, штаб- и обер-офицерам всей армии;
- 15) образована эмеритальная касса;
- 16) основан журнал «Военный сборник».

- Орден Святого Владимира 4-й степени с бантом (03.01.1813)
- Орден Святой Анны 3-й (4-й) степени (15.09.1813)
- Орден Святой Анны 2-й степени (22.01.1814)
- Бриллиантовый перстень (1817)
- Перстень с вензелем Имени Государя Императора (1817)
- Алмазные знаки к ордену Святой Анны 2-й степени (12.09.1820)
- Орден Святого Владимира 3-й степени (22.08.1826)
- Табакерка с вензелем Имени Государя Императора, украшенная алмазами (1829)
- Знак отличия беспорочной службы за XV лет (22.08.1830)
- Орден Святого Георгия 3-й степени (28.08.1831)
- Знак отличия За военное достоинство 2-й степени (1831)
- Орден Святого Станислава 1-й степени (31.10.1832)
- Знак отличия беспорочной службы за XX лет (22.08.1834)
- Орден Святой Анны 1-й степени (20.11.1837)
- Знак отличия беспорочной службы за XXV лет (22.08.1838)
- Императорская корона к ордену Святой Анны 1-й степени (04.03.1843)
- Знак отличия беспорочной службы за XXX лет (22.08.1844)
- Орден Святого Владимира 2-й степени (25.04.1846)
- Орден Белого орла (25.10.1847)
- Знак отличия беспорочной службы за XXXV лет (22.08.1848)
- Золотая табакерка с портретом Государя Императора, украшенная бриллиантами (1849)
- Орден Святого Александра Невского (17.10.1851)
- Знак отличия беспорочной службы за XL лет (22.08.1854)
- Орден Святого Владимира 1-й степени с мечами над звездой (17.04.1857)
- Знак отличия беспорочной службы за XLV лет (22.08.1858)
- Бриллиантовые знаки к ордену Святого Александра Невского (12.04.1859)
- Орден Святого Андрея Первозванного (08.09.1859)
- Бриллиантовые знаки к ордену Святого Андрея Первозванного (06.08.1861)
- Портрет Государя Императора, украшенный алмазами, для ношения в петлице на Андреевской ленте (09.11.1861)

Иностранные:
- австрийский Орден Леопольда 3-й степени (1814)
- прусский орден Pour le Mérite (1814)
- прусский Орден Красного орла 1-й степени (1831)
- австрийский Орден Леопольда 1-й степени (1833)
- испанский Орден Карлоса III 1-й степени (1857)
- алмазные знаки к прусскому Ордену Красного орла 1-й степени (1858)
- ольденбургский Орден герцога Петра-Фридриха-Людвига 1-й степени с золотой короной (1860)

## Семья
Жена (с 1820 года) — княжна Евдокия Владимировна Яшвиль (16.12.1801—27.10.1895), дочь В. М. Яшвиля, участвовавшего в заговоре против Павла I. Брак их был счастливым, но бездетным. По словам современника:

Сухозанет был умный, благородный, добрый человек, жена его была дама важная, строгая и замечательно умная. Мужественная фигура её, большие чёрные глаза и величественный, горбатый нос, придавали ей вид «восточного человека», послужили поводом штабным её мужа прозвать её «турком» или «султаном». Старики Сухозанеты жили дружно и любили друг друга. В доказательство их взаимной любви и даже нежности, было обстоятельство, сделавшееся известным всем военным по милости подчинённых генерала. Они рассказывали, что по утрам, когда приёмная Сухозанета была полна лицами, ожидавшими его выхода, адъютанты и ординарцы часто просили их повременить, уверяя, что генерал «ещё занят». Занятия же состояло в том, что жена командующего армией приходила в это время в его кабинет, садилась к нему на колени и нежно целовала его в губы.
За заслуги мужа была пожалована в кавалерственные дамы ордена Святой Екатерины (26.08.1856). Будучи женщиной деятельной, Сухозанет принимала участие в работе Калужского общества сельского хозяйства, организуя сельскохозяйственные выставки в губернии, и состояла почётной попечительницей Калужской женской гимназии. Благодаря ей были спасены известные с 1697 года палаты купцов Коробовых. Выкупив палаты, она передала их в дар городу с условием, что они будут использованы в культурных целях. Впоследствии там был открыт Губернский исторический музей. Похоронена на кладбище Калужского Свято-Лаврентьева монастыря.